# 恭廷惲
恭廷惲（越南语：／，1897年—1945年12月16日），越南阮朝官员，以殘酷鎮壓起義、革命聞名，八月革命後被越盟逮捕，經公開審判後處死。

## 生平

### 出身
恭廷惲出生於1897年，河東省青池縣姜亭總金縷社（今屬河內市黃梅郡大金坊金縷村）人，父親恭克憻爲成泰九年（1897年）丁酉科河南場舉人，官至巡撫，1921年在諒山被起義者（一說被中國人）殺害。祖父恭克惇爲嗣德二十七年（1874年）甲戌科河內場舉人，官至知縣，後干罪。

### 宦途
恭廷惲因其父親身份進入了培訓官員的候補場學習。1920年，從候補場畢業，後選河南省知縣，授從八品翰林院典簿。1923年，換先朗知縣。1924年，改任安老知縣。1926年，改任瑞英知縣。後陞一項知縣對授著作。1928年6月，改入統使府第二辦公室工作，7月，换宣光商佐，10月，改至河陽管道衙。1930年，由安興知縣改任安美知縣，但未到任，即改任永保知縣，接替在安沛起義中被殺的黃嘉謨。1931年，陞二項知府。1931年，改任廣威知府。1933年，陞一項知府。1934年，調任荊門知府。1935年，陞二項布政使，仍任原職。同年被任命爲海陽省預審法官。1937年，陞一項布政使，對授正三品太常寺卿。1940年，以一項布政使銜任廣安巡撫。1941年，陞二項巡撫，授從二品參知。1942年，改任富壽巡撫。1943年，陞一項巡撫。1944年，改任太原巡撫。
恭廷惲爲官期間，對革命活動進行了嚴酷地鎮壓。1930年，永保知縣黃嘉謨被越南國民黨起義者殺害，恭廷惲在接任知縣後進行了報復。1944年11月18日，恭廷惲親自指揮對亭奇的突襲，旨在消滅當地的救國軍武裝力量，以及抓捕A分區（光中分區）的支部書記兼政委陳氏明珠（恭給她取綽號爲「武崖女將」），後因恭本人被游擊隊射傷，不得不撤軍退回太原。1945年，被分配到越盟暗殺小組的音樂家文高打扮成乞丐，試圖刺殺恭廷惲，未成功。

### 审判和处决
1945年9月底，恭廷惲被革命政府逮捕收監。12月16日，恭廷惲在太原體育場遭到越南民主共和國的法院的公審，因其多年來折磨、殺害衆多革命者，判處其死刑並立即執行。庭審時，恭廷惲爲自己辯解稱自己在8月發動村民支持越盟，並表示自己已將武器和財產交給了臨時政府。一名曾被其送往崑山監獄關押七年的證人，提議將其肝臟切下與米酒一起食用。根據《爲國》報的報導，恭廷惲在行刑時高喊：「越南國民黨萬歲！」當時亦有流言稱恭廷惲爲越南國民黨高級幹部。1970年北越《歷史研究》雜誌一篇文章亦提到恭廷惲高呼「越南國民黨萬歲」一事，並稱恭廷惲在法屬時期殘酷鎮壓越南國民黨，在日軍推翻法國殖民政權後投靠了日本人，日軍向同盟國投降後，又加入了越南國民黨。

## 個人生活
恭廷惲熱愛運動，作一名游泳愛好者他於1933年獲得了跨越河內大湖的冠軍，並組建了一支著名的游泳隊，贏得了1938年、1940年和1941年東京長距離錦標賽冠軍和1941年印度支那長距離錦標賽的冠軍。

## 家庭
恭廷惲是文學家、越南共和國空軍中校恭式勤（筆名恭沈想）的叔叔，也是原越南共和國空軍司令阮春榮的岳父。

## 榮譽
- 大南龍星騎士勳位[2]